# 竞秀区
竞秀区是河北省保定市下辖的一个市辖区。于2015年5月由原保定市新市区更名而来。得名于保定上谷八景之一的狼峰竞秀以及辖区中心的竞秀公园。中国乐凯、英利绿色能源控股有限公司等企业及保定国家高新技术产业开发区均坐落在竞秀区。區人民政府駐五四西路318號。

## 历史沿革
1953年保定市设置新二区。在今河北省保定市区西部。
1959年底，新二区改路西区。
1960年，路西区与路东区合并为保定市区。
1961年7月，保定市区撤销，在环城西路以西的市区建立新市区。
1998年12月，满城县所辖的部分区域划归新市区，新市区所辖的部分区域划归北市区。
2015年5月，经国务院批准，新市区更名为竞秀区。

## 行政区划
竞秀区下辖5个街道办事处、2个镇、4个乡：
先锋街道、新市场街道、东风路街道、建南街道、韩村北路街道、大激店镇、一亩泉镇、颉庄乡、富昌乡和韩村乡。

## 人口
根據第七次全國人口普查數據，截至2020年11月1日，競秀區常住人口522813人。 競秀區人口以漢族為主，有回、滿、蒙古、朝鮮、苗、土家等少數民族。